# Marianerne
Marianerne (engelsk: the Marianas - indtil begyndelsen af det tyvende århundrede fra spansk sommetider kaldet Islas de los Ladrones der betyder tyve-øerne) er en bueformet arkipelag opstået af materiale fra femten vulkanske bjerge i den nordvestlige del af Stillehavet. Den er beliggende syd for Japan og nord for Ny Guinea og former det Filippinske Havs østlige grænse. Øerne er navngivet efter den spanske dronning Mariane af Østrig i det 17. århundrede, da Spanien startede koloniseringen af øerne. De udgør den nordlige del af stillehavsregionen Mikronesien, og består af to amerikanske områder: Rigsfællesskabet Nordmarianerne og territoriet Guam.

## Historie
Den første europæer der opdagede øgruppen var Ferdinand Magellan den 6. marts 1521.
I 1667 gjorde Spanien krav på øerne og etablerede en koloni der og gav dem det officielle navn Las Marianas.